# Olympische Sommerspiele 2016/Teilnehmer (Trinidad und Tobago)
| Gelbes Symbol für Goldmedaillen mit stilisierten Olympischen Ringen | Graues Symbol für Silbermedaillen mit stilisierten Olympischen Ringen | Braundes Symbol für Bronzemedaillen mit stilisierten Olympischen Ringen |
| ------------------------------------------------------------------- | --------------------------------------------------------------------- | ----------------------------------------------------------------------- |
| —                                                                   | —                                                                     | 1                                                                       |

Trinidad und Tobago nahm an den Olympischen Spielen 2016 in Rio de Janeiro teil. Es war die insgesamt 17. Teilnahme an Olympischen Sommerspielen. Das Trinidad and Tobago Olympic Committee nominierte 32 Athleten in 8 Sportarten.

## Teilnehmer nach Sportarten

### Boxen
| Athleten   | Wettbewerb                    | 1. Runde | 1. Runde | Achtelfinale | Achtelfinale | Viertelfinale | Viertelfinale | Halbfinale    | Halbfinale    | Finale        | Finale        | Rang          |
| Athleten   | Wettbewerb                    | Gegner   | Ergebnis | Gegner       | Ergebnis     | Gegner        | Ergebnis      | Gegner        | Ergebnis      | Gegner        | Ergebnis      | Rang          |
| ---------- | ----------------------------- | -------- | -------- | ------------ | ------------ | ------------- | ------------- | ------------- | ------------- | ------------- | ------------- | ------------- |
| Männer     |                               |          |          |              |              |               |               |               |               |               |               |               |
| Nigel Paul | Superschwergewicht über 91 kg | Freilos  | Freilos  | Efe Ajagba   | KO           | ausgeschieden | ausgeschieden | ausgeschieden | ausgeschieden | ausgeschieden | ausgeschieden | ausgeschieden |

### Judo
| Athleten           | Wettbewerb | 1. Runde      | 1. Runde    | 2. Runde      | 2. Runde      | Viertelfinale | Viertelfinale | Halbfinale / Trostrunde | Halbfinale / Trostrunde | Finale / Platz 3 | Finale / Platz 3 | Rang |
| Athleten           | Wettbewerb | Gegner        | Ergebnis    | Gegner        | Ergebnis      | Gegner        | Ergebnis      | Gegner                  | Ergebnis                | Gegner           | Ergebnis         | Rang |
| ------------------ | ---------- | ------------- | ----------- | ------------- | ------------- | ------------- | ------------- | ----------------------- | ----------------------- | ---------------- | ---------------- | ---- |
| Männer             |            |               |             |               |               |               |               |                         |                         |                  |                  |      |
| Christopher George | bis 100 kg | Yan Naing Soe | 000s0:002s2 | ausgeschieden | ausgeschieden | ausgeschieden | ausgeschieden | ausgeschieden           | ausgeschieden           | ausgeschieden    | ausgeschieden    | 17   |

### Leichtathletik
Laufen und Gehen 
| Athleten                                                                                     | Wettbewerb        | Runde 1         | Runde 1         | Halbfinale    | Halbfinale    | Finale          | Finale          | Rang |
| Athleten                                                                                     | Wettbewerb        | Zeit            | Rang            | Zeit          | Rang          | Zeit            | Rang            | Rang |
| -------------------------------------------------------------------------------------------- | ----------------- | --------------- | --------------- | ------------- | ------------- | --------------- | --------------- | ---- |
| Frauen                                                                                       |                   |                 |                 |               |               |                 |                 |      |
| Michelle-Lee Ahye                                                                            | 100 m             | 11,00 s         | 2               | 10,90 s       | 6             | 10,92 s         | 6               | 6    |
| Kelly-Ann Baptiste                                                                           | 100 m             | 11,42 s         | 27              | ausgeschieden | ausgeschieden | ausgeschieden   | ausgeschieden   | 27   |
| Semoy Hackett                                                                                | 100 m             | 11,35 s         | 20              | 11,20 s       | 16            | ausgeschieden   | ausgeschieden   | 16   |
| Michelle-Lee Ahye                                                                            | 200 m             | 22,50 s         | 4               | 22,25 s       | 4             | 22,34 s         | 6               | 6    |
| Semoy Hackett                                                                                | 200 m             | 22,78 s         | 16              | 22,94 s       | 20            | ausgeschieden   | ausgeschieden   | 20   |
| Reyare Thomas                                                                                | 200 m             | 22,97 s         | 27              | ausgeschieden | ausgeschieden | ausgeschieden   | ausgeschieden   | 27   |
| Janeil Bellille                                                                              | 400 m Hürden      | 56,25 s         | 19              | 56,06 s       | 16            | ausgeschieden   | ausgeschieden   | 16   |
| Sparkle McKnight                                                                             | 400 m Hürden      | 56,80 s         | 30              | ausgeschieden | ausgeschieden | ausgeschieden   | ausgeschieden   | 30   |
| Michelle-Lee Ahye Kelly-Ann Baptiste Semoy Hackett Khalifa St. Fort Kai Selvon Reyare Thomas | 4 × 100-m-Staffel | 42,62 s         | 6               | –             | –             | 42,12 s         | 5               | 5    |
| Männer                                                                                       |                   |                 |                 |               |               |                 |                 |      |
| Keston Bledman                                                                               | 100 m             | 10,20 s         | 22              | ausgeschieden | ausgeschieden | ausgeschieden   | ausgeschieden   | 22   |
| Rondel Sorrillo                                                                              | 100 m             | 10,23 s         | 29              | ausgeschieden | ausgeschieden | ausgeschieden   | ausgeschieden   | 29   |
| Richard Thompson                                                                             | 100 m             | 10,29 s         | 40              | ausgeschieden | ausgeschieden | ausgeschieden   | ausgeschieden   | 40   |
| Kyle Greaux                                                                                  | 200 m             | 20,61 s         | 45              | ausgeschieden | ausgeschieden | ausgeschieden   | ausgeschieden   | 45   |
| Rondel Sorrillo                                                                              | 200 m             | 20,27 s         | 13              | 20,33 s       | 14            | ausgeschieden   | ausgeschieden   | 14   |
| Machel Cedenio                                                                               | 400 m             | 44,98 s         | 2               | 44,39 s       | 3             | 44,01 s         | 4               | 4    |
| Lalonde Gordon                                                                               | 400 m             | 45,24 s         | 6               | 45,13 s       | 18            | ausgeschieden   | ausgeschieden   | 18   |
| Deon Lendore                                                                                 | 400 m             | 46,15 s         | 35              | ausgeschieden | ausgeschieden | ausgeschieden   | ausgeschieden   | 35   |
| Mikel Thomas                                                                                 | 110 m Hürden      | 13,68 s         | 26              | ausgeschieden | ausgeschieden | ausgeschieden   | ausgeschieden   | 26   |
| Jehue Gordon                                                                                 | 400 m Hürden      | 49,98 s         | 35              | ausgeschieden | ausgeschieden | ausgeschieden   | ausgeschieden   | 35   |
| Keston Bledman Emmanuel Callender Marcus Duncan Kyle Greaux Rondel Sorrillo Richard Thompson | 4 × 100-m-Staffel | 37,96 s         | 6               | –             | –             | disqualifiziert | disqualifiziert | 8    |
| Machel Cedenio Lalonde Gordon Deon Lendore Renny Quow Jereem Richards Jarrin Solomon         | 4 × 400-m-Staffel | disqualifiziert | disqualifiziert | –             | –             | ausgeschieden   | ausgeschieden   | –    |

 Springen und Werfen 
| Athleten        | Wettbewerb  | Qualifikation | Qualifikation | Finale     | Finale | Rang   |
| Athleten        | Wettbewerb  | Weite/Höhe    | Rang          | Weite/Höhe | Rang   | Rang   |
| --------------- | ----------- | ------------- | ------------- | ---------- | ------ | ------ |
| Frauen          |             |               |               |            |        |        |
| Cleopatra Borel | Kugelstoßen | 18,20 m       | 8             | 18,37 m    | 7      | 7      |
| Männer          |             |               |               |            |        |        |
| Keshorn Walcott | Speerwurf   | 88,68 m       | 1             | 85,38 m    | 3      | Bronze |

### Radsport

#### Bahn
| Athleten        | Wettbewerb | Qualifikation | Qualifikation | Finals | Finals | Rang |
| Athleten        | Wettbewerb | Zeit          | Rang          | Zeit   | Rang   | Rang |
| --------------- | ---------- | ------------- | ------------- | ------ | ------ | ---- |
| Männer          |            |               |               |        |        |      |
| Njisane Phillip | Sprint     | 9,813 s       | 6             | –      | –      | 13   |

### Rudern
| Athleten    | Wettbewerb | Vorlauf     | Vorlauf | Vorlauf       | Hoffnungslauf | Hoffnungslauf | Hoffnungslauf | Viertelfinale | Viertelfinale | Viertelfinale | Halbfinale  | Halbfinale | Halbfinale    | Finale      | Finale | Rang |
| Athleten    | Wettbewerb | Zeit        | Platz   | Qualifikation | Zeit          | Platz         | Qualifikation | Zeit          | Platz         | Qualifikation | Zeit        | Platz      | Qualifikation | Zeit        | Platz  | Rang |
| ----------- | ---------- | ----------- | ------- | ------------- | ------------- | ------------- | ------------- | ------------- | ------------- | ------------- | ----------- | ---------- | ------------- | ----------- | ------ | ---- |
| Frauen      |            |             |         |               |               |               |               |               |               |               |             |            |               |             |        |      |
| Felice Chow | Einer      | 8:31,83 min | 5       | Hoffnungslauf | 8:04,91 min   | 2             | Viertelfinale | 8:02,53 min   | 5             | Halbfinale C  | 8:20,07 min | 4          | D-Finale      | 7:50,23 min | 4      | 22   |

### Schwimmen
| Athleten      | Wettbewerb     | Vorlauf | Vorlauf | Halbfinale    | Halbfinale    | Finale        | Finale        | Rang |
| Athleten      | Wettbewerb     | Zeit    | Rang    | Zeit          | Rang          | Zeit          | Rang          | Rang |
| ------------- | -------------- | ------- | ------- | ------------- | ------------- | ------------- | ------------- | ---- |
| Männer        |                |         |         |               |               |               |               |      |
| George Bovell | 50 m Freistil  | 22,30 s | 27      | ausgeschieden | ausgeschieden | ausgeschieden | ausgeschieden | 27   |
| Dylan Carter  | 100 m Freistil | 48,80 s | 23      | ausgeschieden | ausgeschieden | ausgeschieden | ausgeschieden | 23   |

### Segeln
Fleet Race
| Athleten     | Wettbewerb | Qualifikation | Qualifikation | Medal Race    | Medal Race    | Punkte | Rang |
| Athleten     | Wettbewerb | Punkte        | Rang          | Punkte        | Rang          | Punkte | Rang |
| ------------ | ---------- | ------------- | ------------- | ------------- | ------------- | ------ | ---- |
| Männer       |            |               |               |               |               |        |      |
| Andrew Lewis | Laser      | 324           | 39            | ausgeschieden | ausgeschieden | 324    | 39   |

### Turnen

#### Gerätturnen
| Athleten    | Wettbewerb    | Qualifikation | Qualifikation | Finale        | Finale        | Rang |
| Athleten    | Wettbewerb    | Punkte        | Rang          | Punkte        | Rang          | Rang |
| ----------- | ------------- | ------------- | ------------- | ------------- | ------------- | ---- |
| Frauen      |               |               |               |               |               |      |
| Marisa Dick | Stufenbarren  | 11,333        | 79            | ausgeschieden | ausgeschieden | 79   |
| Marisa Dick | Schwebebalken | 13,066        | 58            | ausgeschieden | ausgeschieden | 58   |
| Marisa Dick | Boden         | 12,533        | 70            | ausgeschieden | ausgeschieden | 70   |